# Telemadrid SAT
Telemadrid SAT es un canal de televisión por suscripción internacional de origen español, propiedad de radiodifusora pública Television Autonómica Madrid emite para España y Europa. Fue el primer intento de la radiodifusora pública madrileña en lanzar una señal desde fuera de la Comunidad de Madrid en vía satélite desde a mediados de septiembre de 1997.

## Historia
El canal fue lanzado al aire 15 de septiembre de 1997, en la plataforma española de satélite Vía Digital, sin embargo, el canal fue cerrado el 1 de enero de 2013, debido a los graves problemas económicos por los que atravesó Radio Televisión Madrid desde 2004 hasta 2014, con un ERE de 925 trabajadores que se ejecuta a partir del 5 de enero y que deja la parrilla de programación en mínimos y totalmente externalizada a excepción de los informativos. No obstante, después de 7 años y 1 mes, Radio Televisión Madrid relanzó su canal internacional el 3 de febrero de 2020, esta vez como Telemadrid INT, a través de Euskaltel, Telecable, R, y Orange TV.

## Programación
Su programación es idéntica, en líneas generales, a la de Telemadrid convencional que emite por TDT para la Comunidad de Madrid. La única excepción es cuando Telemadrid emite cine, series, deportes o programas para las que no tiene derechos de emisión fuera de la Comunidad de Madrid, en esos momentos Telemadrid SAT pasa a emitir redifusiones de programas que habían sido emitidos días antes en La Otra.

## Imagen corporativa
El logotipo de Telemadrid SAT fue una estrella, símbolo en la bandera de la Comunidad, ha sido el elemento central del logotipo de Telemadrid SAT desde su inauguración. Desde 1997 hasta 2001 se utilizó un logotipo tridimensional creado por la agencia Landor, en el que una estrella transparente aparecía rodeada por rombos de colores: azul, verde, rojo, amarillo y violeta. Cada uno de esos rombos representaba un valor de servicio público de la programación, así como las cinco provincias que rodean a Madrid. En 2001 se invirtió el orden de los colores y pasó a ser en dos dimensiones, con la estrella de color blanco. En septiembre de 2006 hubo una leve variación cromática, además de la inclusión del nombre «Telemadrid» con nueva tipografía.

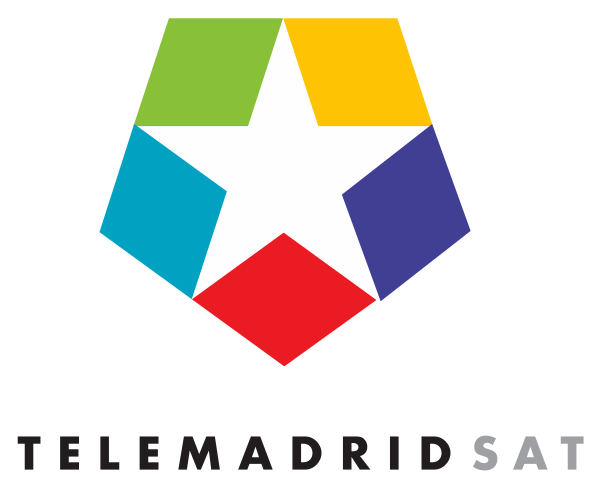
2001 - 2006
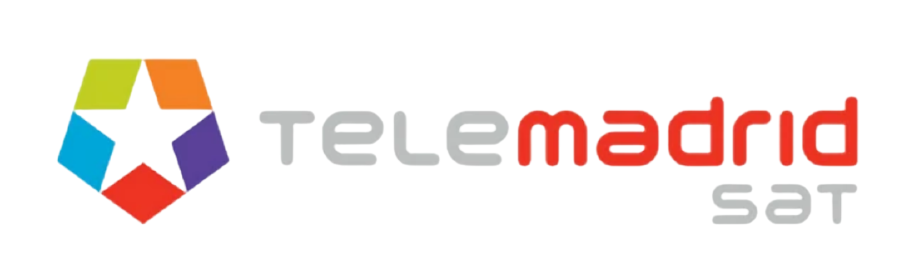
2006 - 2013